# Тринадесетивичест лалугер
Тринадесетивичестият лалугер (Ictidomys tridecemlineatus) е вид бозайник от семейство Катерицови (Sciuridae).

## Разпространение и местообитание
Разпространен е в Канада и САЩ.